# Povlja
Povlja su priobalno mjesto na otoku Braču, u Hrvatskoj. Nalaze se na sjeveroistočnoj bračkoj obali, u dubokom zatonu. Administrativno su u sastavu općine Selca.
Prema popisu stanovnika iz 2021. godine, Povlja imaju 335 stanovnika, koji se bave poljoprivredom, ribarstvom, obradom kamena i turizmom.
Crkva sv. Ivana Krstitelja podignuta je na mjestu ranokršćanske bazilike iz 5. stoljeća. Benediktinski glagoljaški samostan iz 11. stoljeća je poznat po Povaljskoj listini i Povaljskom pragu, dokumentima pisanim na arvatici.

## Stanovništvo
| broj stanovnika | 364   | 473   | 609   | 741   | 969   | 833   |       | 720   | 631   | 622   | 556   | 481   | 390   | 393   | 364   | 332   | 335   |
|                 | 1857. | 1869. | 1880. | 1890. | 1900. | 1910. | 1921. | 1931. | 1948. | 1953. | 1961. | 1971. | 1981. | 1991. | 2001. | 2011. | 2021. |

## Povijest
U doba opata Martinisa (1632. – 1653.) u Povlja su se naseljavali žitelji iz okolnih bračkih naselja, a zatim poljičke izbjeglice i novi stanovnici. Godine 1678. mjesto je imalo 52 stanovnika, 1702. 70, 1718. oko 80, 1738. 100, a 1760. godine 140 ljudi. Iako su Povlja postupno rasla, još uvijek su zadržavala obilježje ruralne izgradnje i agrikulturne orijentacije. Stari srednjovjekovni kaštel koji se nalazio u sklopu starokršćanske arhitekture obnovio je Tommaseo u 17. stoljeću nakon dopusnice mletačkih vlasti radi što bolje obrane od gusarskih napada u mletačko-turskim ratovima. Oko toga kaštela i nekadašnje benediktinske opatije grupirale su se kućice prvih doseljenika, a onda se mjesto širilo prema moru pa se na Žalu sagradila lučica.
Povlja su u početku potpadala pod župu Gornjega Humca, ali su 1715. godine dobila posebnog dušobrižnika. Međutim, zbog udaljenosti, crkvena se uprava orijentirala prema susjednim Selcima. Tek je 1925. i u Povljima osnovana posebna župa. Muška osnovna škola u mjestu osnovana je 1871. godine. 

## Vanjske poveznice
- Braconline.com.hr  Arhivirana inačica izvorne stranice od 5. ožujka 2021. (Wayback Machine)